# Ołeksandr Dombrowski
Ołeksandr Heorhijowycz Dombrowski, ukr. Олександр Георгійович Домбровський (ur. 7 lipca 1962 w Kalinówce) – ukraiński samorządowiec i działacz państwowy, prezydent Winnicy (2002–2005), przewodniczący Winnickiej Obwodowej Administracji Państwowej (2005–2010), poseł do Rady Najwyższej.

## Życiorys
Urodził się w rodzinie Polaków zamieszkałych na Podolu. Po uzyskaniu matury w szkoły średniej w rodzinnej miejscowości podjął w 1979 studia w Instytucie Politechnicznym w Winnicy z dziedziny automatyki i telemechaniki, które ukończył z wyróżnieniem. Zaangażował się w działalność w komunistycznym ruchu młodzieżowym, był m.in. I sekretarzem komitetu miejskiego Komsomołu w Winnicy. W 1990 został zatrudniony jako pracownik naukowy na macierzystej uczelni, gdzie obronił pracę kandydacką z dziedziny ekonomii. Na początku transformacji ustrojowej rozpoczął pracę w biznesie, został m.in. prezesem przedsiębiorstwa handlu zagranicznego „Centr”. Od 1995 stał na czele spółki akcyjnej Podolskie Centrum Współpracy Biznesowej. Rok później został mianowany dyrektorem departamentu przedsiębiorstwa Południowa Fabryka Budowy Maszyn im. O.M. Makarowa.
W 1998 rozpoczął działalność samorządową, uzyskując mandat w radzie miejskiej Winnicy. W kwietniu 2002 wybrany na prezydenta tego miasta, urząd pełnił do lutego 2005, gdy Wiktor Juszczenko mianował go przewodniczącym Winnickiej Obwodowej Administracji Państwowej. Rok wcześniej Ołeksandr Dombrowski aktywnie zaangażował się w pomarańczową rewolucję (był m.in. członkiem tzw. komitetu ocalenia narodowego). Działał następnie w Związku Ludowym „Nasza Ukraina” W październiku 2008 na skutek konfliktu z prezydentem podał się do dymisji z zajmowanego urzędu. Rezygnacja nie została przyjęta, do odwołania doszło w kwietniu 2010.
Ołeksandr Dombrowski podjął pracę w Narodowej Akademii Nauk Ukrainy. W 2012 jako kandydat niezależny wygrał wybory do Rady Najwyższej w jednym z okręgów obwodu winnickiego. W 2014 z powodzeniem ubiegał się o reelekcję z ramienia Bloku Petra Poroszenki.